# Batalla de Gravelotte

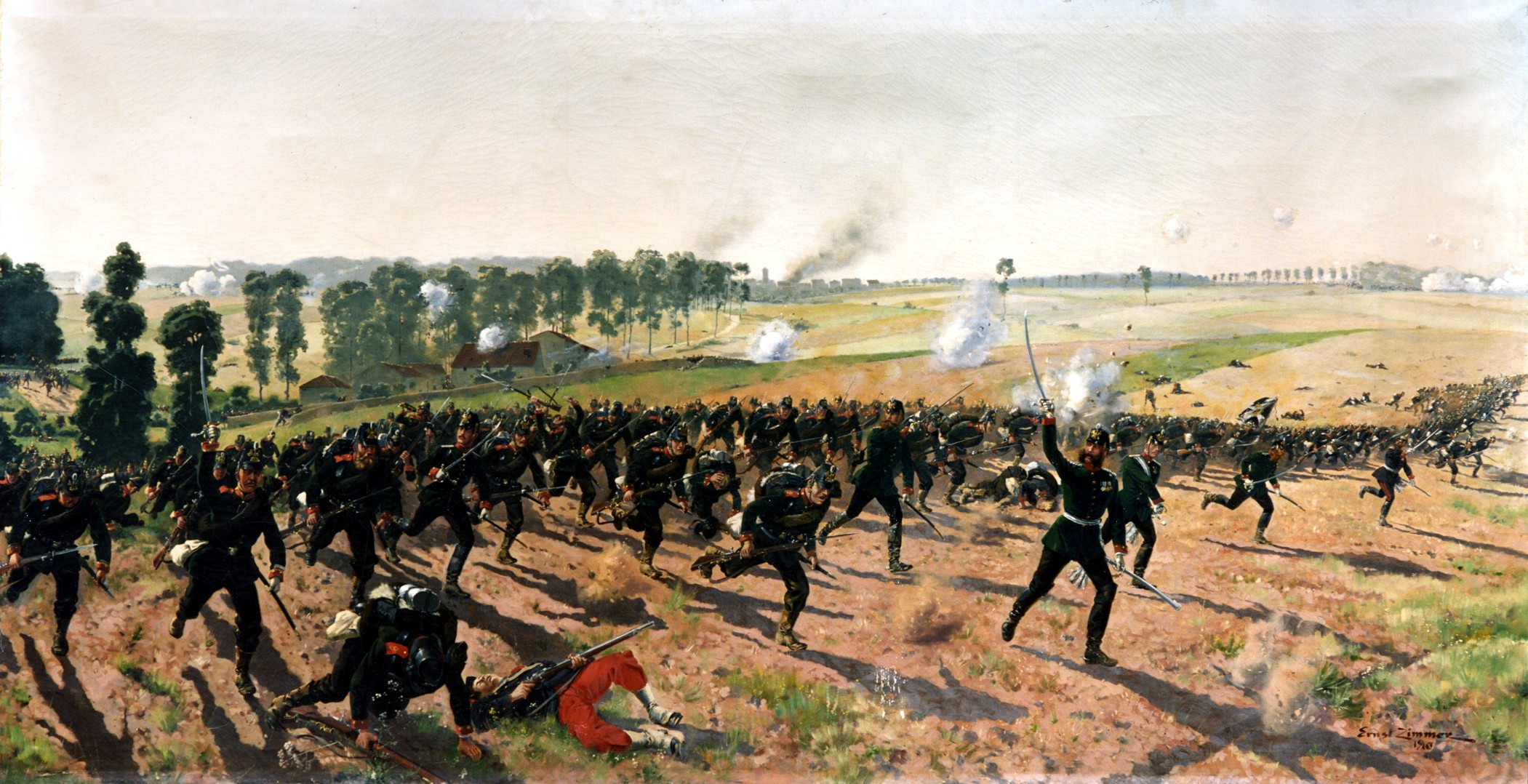
El "Batallón de Fusileros 9 de Lauenburg" en Gravelotte, pintura de Ernst Zimmer

La batalla de Gravelotte de 18 de agosto de 1870 recibe su nombre por la villa de Gravelotte (Lorena), situada entre Metz y la antigua frontera franco-alemana.
Combatieron franceses y alemanes. El campo de batalla se extendió desde los bosques que bordean el Mosela sobre Metz hasta Roncourt, cerca del Orne. Otras villas con papel importante en la batalla fueron Saint Privat, Amanweiler o Amanvillers y Sainte-Marie-aux-Chênes, todas situadas al norte de Gravelotte.
La batalla de Gravelotte, o Gravelotte-St. Privat, fue la mayor batalla de la guerra franco-prusiana. Se libró a unos 10 km al oeste de Metz, donde los prusianos, habiendo interceptado el día anterior la retirada francesa al oeste en la batalla de Mars-la-Tour, completaron la destrucción de las fuerzas francesas.

## Fuerzas
Las fuerzas alemanas combinadas, al mando del Mariscal von Moltke, eran los I y II Ejércitos Prusianos de la Confederación Alemana del Norte; contaban con unos 210 batallones de infantería, 133 escuadrones de caballería y 732 cañones, totalizando 188.332 hombres. El Ejército Francés del Rín, al mando del Mariscal Bazaine, contaba con 183 batallones de infantería y 104 escuadrones de caballería, respaldados por 520 cañones, totalizando 112.800 
hombres atrincherados en terreno elevado con su flanco izquierdo (sur) sobre Rozerieulles y su flanco derecho (norte) descansando en St. Privat.

## La batalla
El 18 de agosto de 1870, la batalla comenzó a las 08:00 cuando Moltke ordenó a los ejércitos I y II avanzar sobre las posiciones francesas. Hacia las 12:00 el General Manstein abrió fuego contra el pueblo de Amanvillers con artillería de la 25ª División de Infantería. Pero los franceses habían pasado la noche y el comienzo de la mañana cavando trincheras y pozos de tirador, y situando la artillería y sus mitrailleuses, un tipo primitivo de ametralladora, en posiciones protegidas. Los franceses abrieron un terrible fuego sobre las masas alemanas en avance. La batalla se inclinó al comienzo hacia los franceses, que contaban con un mejor rifle, el Chassepot, un fusil de cerrojo con un alcance superior a 1.200 m, muy superior al fusil prusiano Dreyse, también llamado fusil de aguja, con un alcance de sólo 550 m. Sin embargo, la artillería prusiana era superior al disponer de cañones de retrocarga fabricados completamente en acero.
A las 14:30, el General Steinmetz, comandante del I Ejército, lanzó unilateralmente su VIII Cuerpo de Ejército sobre el barranco del Mance, donde la infantería prusiana fue segada por el fuego asesino de los rifles y mitrailleuses franceses. A las 15:00, la artillería concentrada de los Cuerpos de Ejército VII y VIII prusianos abrió fuego para apoyar el ataque. Pero a las 16:00, con el ataque en peligro de estancarse, Steinmetz ordenó avanzar al VII seguido de la 1ª División de Caballería.
A las 16:50, con los ataques prusianos al sur en peligro de descomponerse, la 3ª Brigada de la Guardia Prusiana del II Ejército comenzó el ataque de las posiciones francesas en St. Privat bajo el mando del general francés Canrobert. A las 17:15, la 4ª Brigada de la Guardia Prusiana se unió al avance seguida a las 17:45 por la 1ª Brigada de la Guardia Prusiana. Todos los ataques de la Guardia Prusiana fueron detenidos por el letal fuego que salía de las posiciones francesas. A las 18:15 la 2ª Brigada de la Guardia Prusiana, la última brigada de las dos Divisiones del Cuerpo de Ejército de la Guardia, se unió al ataque a St. Privat, mientras Steinmetz comprometía las últimas reservas del I Ejército en el barranco del Mance. Hacia las 18:30, una parte considerable de los Cuerpos de ejército VII y VIII se apartaron de la lucha y se retiraron hacia las posiciones prusianas en Rezonville.
Ante la derrota del I Ejército, el Príncipe Federico Carlos ordenó concentrar la artillería sobre la posición de Canrobert en St. Privat para evitar que decayera también el ataque de la Guardia. A las 19:00 la 3ª División del II Cuerpo de Ejército de Fransecky avanzó sobre el barranco del Mance, mientras el XII Cuerpo de Ejército limpiaba el cercano pueblo de Roncourt y los supervivientes de las dos Divisiones de la Guardia lanzaban un nuevo ataque sobre las ruinas de St. Privat. A las 20:00, la llegada de la 4ª División de Infantería del II Cuerpo de Ejército Prusiano al flanco derecho sobre el barranco del Mance Ravine estabilizó la línea. Para entonces, los Cuerpos de la Guardia XII y II habían tomado St. Privat, forzando a las diezmadas fuerzas francesas a retirarse. Con los prusianos exhaustos, los franceses hubieran podido montar un contraataque, pero el General Bourbaki rechazó empeñar la Guardia Francesa en combate porque consideraba “perdida” la batalla.
A las 22:00, el fuego decaía según caía la noche sobre el campo. A la mañana siguiente, el Ejército Francés del Rín, antes que reanudar el combate contra los baqueteados ejércitos alemanes, se retiró sobre Metz, donde sería cercado y obligado a rendirse dos meses después en el sitio de Metz.

## Bajas
El número de bajas fue horrible, especialmente para las fuerzas prusianas atacantes: 20.163 alemanes resultaron muertos, heridos o desaparecidos durante la batalla del 18 de agosto. Las pérdidas francesas fueron de 7.855 muertos y heridos junto con 4.420 prisioneros (la mitad de ellos heridos), con un total de 12.275. Mientras que la mayoría de los prusianos cayeron ante los fusiles Chassepot franceses, la mayor parte de los franceses cayeron por causa de la artillería prusiana. En el reparto de bajas, el II Cuerpo de Ejército de Frossard sufrió 621 bajas, en tanto que causó 4.300 bajas al I Ejército Prusiano de Steinmetz frente a Pointe du Jour. Las pérdidas de la Guardia Prusiana fueron aún más pasmosas, con 8.000 bajas de un total de 18.000 hombres. El Batallón de Cazadores de la Guardia perdió 19 oficiales, 1 cirujano y 431 hombres de un total de 700. La 2ª Brigada de infantería de la Guardia perdió 39 oficiales y 1.076 hombres. La 3ª Brigada de Infantería de la Guardia perdió 36 oficiales y 1.060 hombres. Por parte francesa, las unidades que defendieron St. Privat perdieron más de la mitad de sus efectivos en la defensa del pueblo.